# Elitserien 1934/35
Die Saison 1934/35 war die achte Spielzeit der Elitserien, der höchsten schwedischen Eishockeyspielklasse. Meister wurde Hammarby IF. Der Nacka SK und UoIF Matteuspojkarna stiegen in die zweite Liga ab. 

## Modus
In der Hauptrunde absolvierte jeder der acht Mannschaften insgesamt 14 Spiele. Der Erstplatzierte der Hauptrunde wurde Meister. Die beiden Letztplatzierten stiegen direkt in die zweite Liga ab. Für einen Sieg erhielt jede Mannschaft zwei Punkte, bei einem Unentschieden gab es einen Punkt und bei einer Niederlage null Punkte.

## Hauptrunde
|    | Klub                 | Sp | S  | U | N  | T  | GT | Punkte |
| -- | -------------------- | -- | -- | - | -- | -- | -- | ------ |
| 1. | Hammarby IF          | 14 | 10 | 2 | 2  | 36 | 13 | 22     |
| 2. | AIK Solna            | 14 | 7  | 3 | 4  | 42 | 29 | 17     |
| 3. | IK Göta              | 14 | 7  | 3 | 4  | 24 | 25 | 17     |
| 4. | Södertälje SK        | 14 | 5  | 5 | 4  | 22 | 20 | 15     |
| 5. | IK Hermes            | 14 | 6  | 3 | 5  | 22 | 24 | 15     |
| 6. | Karlbergs BK         | 14 | 5  | 4 | 5  | 24 | 22 | 14     |
| 7. | Nacka SK             | 14 | 2  | 4 | 8  | 20 | 33 | 8      |
| 8. | UoIF Matteuspojkarna | 14 | 1  | 2 | 11 | 18 | 42 | 4      |

Sp = Spiele, S = Siege, U = Unentschieden, N = Niederlagen